# Traité de Rapallo (1920)
Pour les articles homonymes, voir Traité de Rapallo.
Le premier traité de Rapallo, signé le 12 novembre 1920, est un accord par lequel l'Italie et la Yougoslavie établissent les frontières des deux royaumes et leur respective souveraineté, dans une tentative pour résoudre la situation conflictuelle créée par la conférence de paix de Saint-Germain-en-Laye de 1919.
À Paris, au cours de la conférence de la paix de 1919, les puissances victorieuses de la Première Guerre mondiale décident d'annexer à l'Italie une partie seulement des « terres irrédentes » qui lui avaient été promises par le pacte de Londres, conclu en 1915. Les « terres irrédentes » sont des territoires à population ou à minorités italiques ayant appartenu aux anciens États italiens mais ne faisant pas partie du royaume d'Italie, qui les revendiquait. Cela provoque les protestations du Premier ministre Vittorio Emanuele Orlando, qui quitte Paris indigné, et un ressentiment très largement partagé en Italie, ce qui donne naissance à la notion de « victoire mutilée ».
Lorsque le Sénat américain choisit de ne pas ratifier le traité de Versailles et lorsque le corpus separatum de Fiume est pris par les milices de volontaires italiens dirigées par l'écrivain Gabriele D'Annunzio, il devient nécessaire de conclure un accord entre l'Italie et la Yougoslavie, parrainé par le président du Conseil Giovanni Giolitti. Le traité est signé à Rapallo, après plusieurs mois de négociations. Il confirme les points essentiels déjà décidés à la conférence de paix et ne permet donc pas d'apaiser le ressentiment italien : la majeure partie de la Dalmatie, jadis vénitienne et dont les principaux ports sont à majorité italienne (Sebenico, Spalato, Raguse) reste yougoslave, seule la ville de Zara et l'île de Lagosta sont attribués à l'Italie. La situation de la ville de Fiume n'est résolue (en faveur de l'Italie) qu'en 1924.

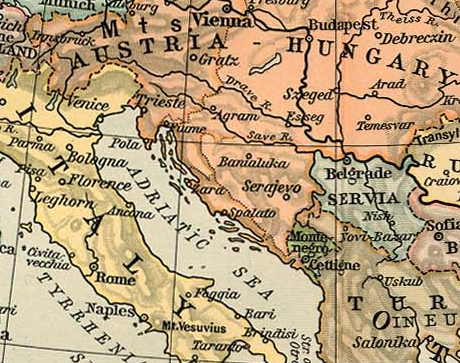
Les terres du littoral adriatique en 1911.

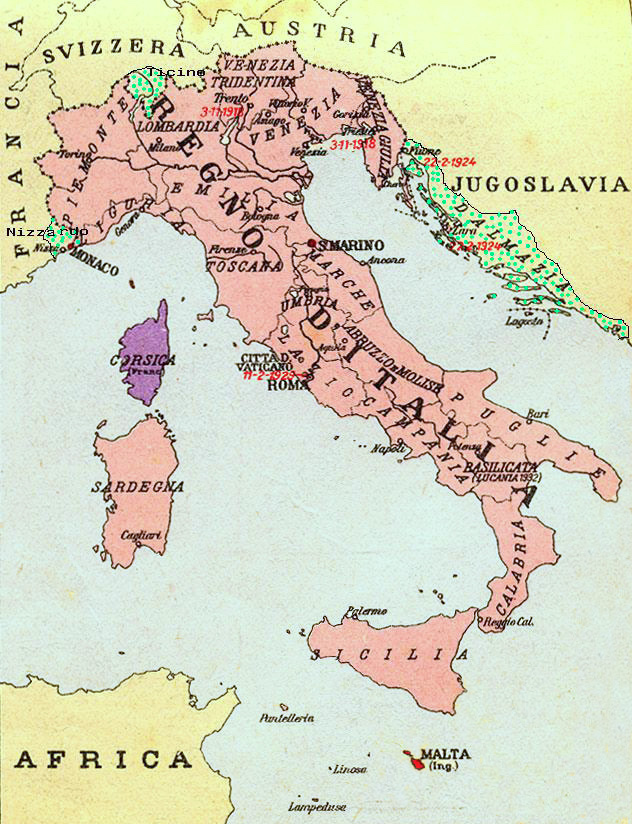
Carte de l'Italie dans les années 1930 :
Territoires du royaume d'Italie (1918-1940)
Terres irrédentes
Autres territoires à population italique ayant fait partie des anciens États italiens

## Les événements antérieurs

### Les pactes de Londres et la victoire de l'Entente
Immédiatement après le déclenchement de la Première Guerre mondiale, le 3 août 1914, l'Italie, membre de la Triplice avec les puissances centrales, déclare d'abord sa neutralité. En réalité, le gouvernement de droite dirigé par Antonio Salandra commence, à l'initiative du ministre des Affaires étrangères Sidney Sonnino, des négociations avec les deux parties, en échange de l'engagement italien à leurs côtés à partir de mai 1915. Les puissances centrales (Empire allemand, Autriche-Hongrie et Empire ottoman) lui promettent, en cas de victoire, la Savoie, le comté de Nice, la Corse, Malte et la Tunisie, tandis que les Alliés (Russie, France et du Royaume-Uni), par le pacte de Londres signé dans le plus grand secret le 26 avril 1915, s'engagent à lui concéder les régions austro-hongroises du Trentin-Tyrol du Sud jusqu'au Brenner, de l'Istrie (avec les villes de Trieste, Gorizia et Gradisca) et de la Dalmatie, ainsi qu'un protectorat sur l'Albanie (avec souveraineté sur le port de Vlora), sur la province d'Antalya en Turquie, et des parties des colonies allemandes en Afrique de l'Est (la moitié méridionale du Tanganica). À ce moment, la dislocation de l'Empire austro-hongrois n'est pas envisagée et la ville de Fiume devait rester en sa possession pour lui d'assurer un débouché sur la mer Adriatique, auquel, même vaincu et diminué, il a droit. L'Italie choisit de rejoindre l'Entente  et, le 24 mai, déclare la guerre à l'Autriche-Hongrie.
Après plus de trois ans de batailles dans le Triveneto, la situation tourne à l'avantage de l'Entente avec la décisive bataille de Vittorio Veneto, qui débute le 24 octobre 1918 et qui est remportée par les troupes d'Armando Diaz contre les forces impériales austro-hongroises. Le 3 novembre 1918, l'armistice est signé à Padoue et les armées italiennes occupent les villes austro-hongroises à majorité italienne de Rovini, Zara, Pola, Sebenico et Fiume (qui s'est auto-proclamée italienne), cherchant à pousser jusqu'à Ljubljana ; mais elles sont arrêtées vers Postojna par les troupes serbes, croates et slovènes.

### Les traités de paix
Le 18 janvier 1919, la Conférence de paix de Paris débute, elle dure plus d'un an et demi. Le président du conseil Vittorio Emanuele Orlando, accompagné par une délégation composée du ministre des Affaires étrangères Sidney Sonnino, de l'ancien chef du gouvernement Antonio Salandra et du journaliste de Trieste Salvatore Barzilai (it) représentent l'Italie. Luigi Luzzatti exprime sa perplexité quant aux difficultés de la délégation italienne à être écoutée, Orlando ne parlant pas l'anglais et Sonnino étant critiqué pour son rôle équivoque au début du conflit.
La question des « terres irrédentes » revendiquées par les Italiens est débattue à partir du mois de février, et Orlando doit faire face aux revendications des serbes, croates et slovènes qui cherchent à obtenir, eux aussi, la Dalmatie, Gorizia, Trieste et l'Istrie où les populations slaves sont, hors des villes et des vallées de la Dragonia et du Quieto, majoritaires. Aussi le 11 février, ils proposent à la délégation italienne de demander au président des États-Unis, Woodrow Wilson, d'arbitrer les différends qui les opposent. Le refus des Italiens provoque des émeutes à Ljubljana, Split et Dubrovnik auxquelles Orlando réplique en revendiquant fermement Fiume.
Sur la question des villes portuaires, alors à majorité italienne mais à minorité slave, et situées dans des régions majoritairement slaves, l'Italie se heurte à la méfiance de Wilson, qui, le 19 avril, avance la proposition de créer un État libre de Fiume, en expliquant que cette ville proche de l'Istrie doit être un port utile pour toute l'Europe et pas seulement pour l'Italie. Le 8 janvier 1918 il affirme que les revendications de l'Italie sur des territoires où les Italiens sont minoritaires, voire absents comme le Tyrol du Sud, la haute vallée de l'Isonzo en amont de Gorizia, l'est de l'Istrie ou la Dalmatie, vont à l'encontre des quatorze points qu'il a fixés comme base pour les négociations de paix. Traité d'impérialiste par les Italiens, il fait publier, dans les journaux français, un article rappelant ses concepts sur le droit des peuples à disposer d'eux-mêmes.

« Fiume doit servir de débouché commercial non pas à l'Italie mais aux territoires situés dans le nord et le nord-est de ce port : à la Hongrie, la République tchèque, la Roumanie et aux États du nouveau groupe yougoslave. Attribuer Fiume à l'Italie signifierait créer la conviction que nous avons, délibérément, mis le port (…) dans les mains d'une puissance dont il ne fait pas partie intégrante (…) Et la raison pour laquelle la ligne du Pacte de Londres a inclus un grand nombre d'îles de la côte orientale de l'Adriatique et la partie de la côte dalmate a été (…) qu'il est nécessaire pour l'Italie d'avoir une position dans les canaux de l'Adriatique orientale afin qu'elle puisse défendre ses côtes d'une agression navale de l'Autriche-Hongrie. Or l'Autriche-Hongrie n'existe plus. »

— Woodrow Wilson,  23 avril 1919
Orlando qui lui, se réfère moins au « droit des peuples » qu'à l'héritage historique (l'ouest de l'Istrie et la Dalmatie entière ont été vénitiennes durant huit siècles) réagit vivement au propos du président des États-Unis :

« Et moi, je pense encore que c'est celui qui peut se vanter (…) d'avoir proclamé au monde le droit à l'autodétermination des peuples, que ce droit doit reconnaître Fiume, une ancienne ville italienne (…) Qui peut dire excessive l'aspiration italienne envers la côte dalmate qui fut pendant des siècles un bastion de l'Italie, rendue noble et grande par le génie romain et l'activité vénitienne (…) ? On proclama au propos de la Pologne, le principe que la nationalisation due à la violence et à l'arbitraire ne peut pas créer des droits, pourquoi ce même principe ne s'applique pas à la Dalmatie ? »

— Vittorio Emanuele Orlando,  24 avril 1919
Aussitôt cela dit, le Premier ministre italien quitte Paris où il est controversé, pour l'Italie où il est chaleureusement acclamé, tandis qu'à Rome, Milan, Turin et Naples des patriotes manifestent auprès des représentations britannique, française et américaine. Orlando revient à Paris, le 7 mai, après que le 29 avril, la Camera dei deputati ait confirmé sa confiance en son gouvernement. Le 4 mai, depuis le balcon du Capitole, l'écrivain Gabriele D'Annunzio, fervent nationaliste, attaque violemment l'attitude de Wilson et insulte son épouse en des termes similaires à ceux d'une déclaration de guerre.

« Là-bas en bas, dans les rues de l'Istrie et de la Dalmatie, qui sont toutes romaines, n'entendez-vous pas une armée en marche ? »

— Gabriele D'Annunzio, 4 mai 1919
Mais l'attitude d'Orlando produit l'effet contraire à ce qu'il souhaitait : à son arrivée dans la capitale française, le politicien italien trouve un climat résolument hostile à l'encontre de son pays, de sorte qu'en moins d'un mois, il est amené à accepter la création de l'État de Fiume et l'attribution de la majeure partie de la Dalmatie au royaume des Serbes, Croates et Slovènes. L'Italie obtient cependant toute l'Istrie avec Pola, mais seulement quatre des centaines d'îles de la côte dalmate (Cressi, Lussino, Pelagia et Lagosta) et le port de Zara, et pas le port albanais de Vlora. La France et le Royaume-Uni se réservent seules les mandats (de la SDN) sur les ex-colonies allemandes.
Le consentement de la délégation italienne au projet de Paris coûte au Premier ministre son poste : la chambre des députés lui retire sa confiance et le gouvernement est en crise. Sonnino reste à la conférence pour représenter l'Italie alors qu'Orlando cède sa place à Francesco Saverio Nitti qui, le 21 juin, obtient du roi Victor-Emmanuel III la charge de former un nouveau gouvernement. Nitti obtient la confiance le 21 juillet et Vittorio Scialoja devient le nouveau ministre des Affaires étrangères. Le 28 juin, le Traité de paix est signé à Versailles.

### La signature de l'armistice et l'occupation de Fiume
Lorsque le Sénat des États-Unis choisit de ne pas ratifier le traité de Versailles, les pays concernés entament des négociations séparées entre eux. Mais distrait par des problèmes internes (ce sont les années du Biennio rosso), Nitti préfère conclure, le plus rapidement possible, les négociations de paix avec l'Autriche ; il renonce à Fiume et trouve un terrain d'entente à la fin du mois d'août. Il signe officiellement l'armistice le 10 septembre. Pour cette « reculade », il est sévèrement critiqué par les nationalistes et, en particulier, par Gabriele D'Annunzio, médaille d'or de la valeur militaire, qui surnomme Nitti cagoia (« étron ») , l'accusant de lâcheté. La déception de la « victoire mutilée » croît parmi la population ainsi que la méfiance envers les institutions après la chute du Cabinet Orlando et, surtout, après l'armistice avec l'Autriche.
Bien que la confiance du gouvernement de Nitti soit confirmée, celui-ci choisit de démissionner le 16 novembre, préoccupé par les troubles des travailleurs et des agriculteurs italiens. Les élections de décembre permettent la victoire des socialistes et le pouvoir exécutif est, jusqu'au mois de juin, confié à Nitti. Une nouvelle crise gouvernementale conduit pour la huitième fois Giovanni Giolitti à la présidence du Conseil et il occupe aussi la fonction de ministre de l'Intérieur.

### Les conséquences à Fiume
Malgré la signature du traité, Gabriele D'Annunzio publie la Charte de Carnaro et se proclame gouverneur le 8 septembre 1920, refusant catégoriquement de quitter Fiume. Mais la situation économique de la ville, après plus d'un an d'isolement, est mauvaise : les citoyens et les volontaires de d'Annunzio commencent à critiquer l'excentrique poète. Même Mussolini, qui a soutenu financièrement l'initiative de l'intellectuel, approuve le Traité de Rapallo, le définissant comme « l'unique solution possible » pour sortir de la période de stagnation qui caractérise la politique étrangère italienne.
Le gouvernement italien opte pour un ultimatum et impose à un D'Annunzio de plus en plus isolé, de quitter la ville avec ses milices avant le 24 décembre. S'il devait résister, l'armée italienne entrerait en action. Convaincu que Rome n'attaquera jamais Fiume, D'Annunzio croit à un bluff et maintient sa position jusqu'à la veille de Noël. À six heures du soir, le premier coup de canon est tiré depuis le cuirassé Andrea Doria, qui éventre la résidence du poète. Il en sort indemne mais opte le 31 décembre pour la reddition après que cinquante de ses hommes aient perdu la vie dans les affrontements avec l'armée italienne (Noël sanglant).
D'Annunzio, mortifié, quitte Fiume le 18 janvier, choisissant de se retirer dans sa villa à Gardone Riviera, le Vittoriale . L'État libre de Fiume peut commencer.

## La signature du traité et les conséquences

### Les négociations et la réunion de Villa Spinola

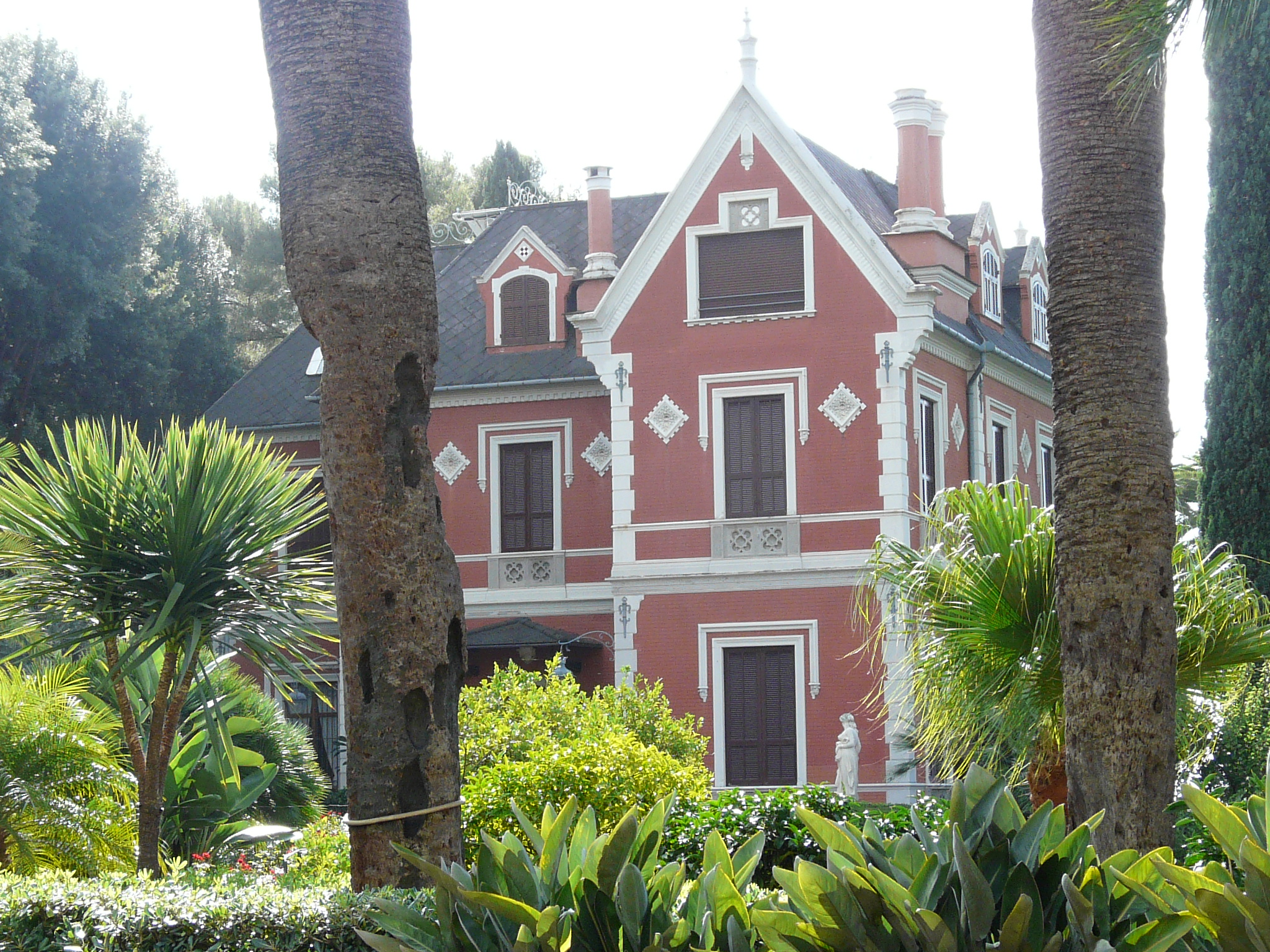
Villa du traité.

Sous le gouvernement Nitti, Vittorio Scialoja et le ministre des Affaires étrangères yougoslave Ante Trumbić ouvrent des négociations pour jeter les bases d'un traité lors d'une réunion tenue le 11 mai 1920 à Pallanza (Verbania). Après la crise gouvernementale, Trumbić rencontre à Spa en Belgique le nouveau ministre des Affaires étrangères du cabinet Giolitti. C'est à cette occasion que l'accord est trouvé.
Le 12 novembre à la villa Spinola (maintenant connue sous le nom de « villa du traité »), dans le village de San Michele di Pagana à Rapallo, Trumbić et Sforza accompagnés de Giolitti et du ministre de la Guerre Ivanoe Bonomi et Francesco Salata pour l'Italie, et de Milenko Vesnić (président du Conseil) et Kosta Stojanović (ministre des Finances) pour la Yougoslavie, se réunissent vers minuit et signent le traité de neuf articles qui confirment pratiquement ce qui avait été décidé à Paris.

### Les articles du traité
« Le royaume d'Italie et le royaume des Serbes, Croates et Slovènes, désireux d'établir entre eux un système de sincère amitié et des relations cordiales pour le bien commun des deux peuples (…), sont convenus ce qui suit. »

— Introduction du traité de Rapallo

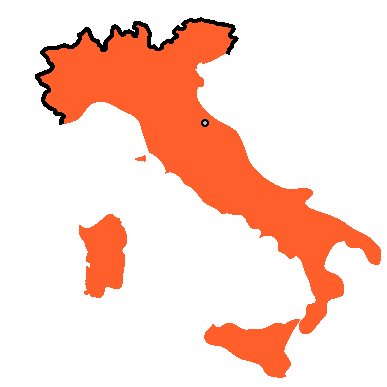
L'Italie avant la Grande Guerre.

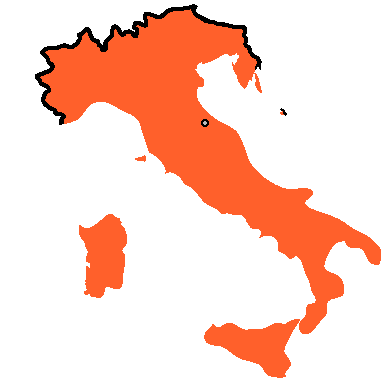
L'Italie après le Traité de Rapallo.

- L'article I modifie les frontières d'avant-guerre à l'est. Trieste, Gorizia et Gradisca, l'Istrie et certains districts de la Carniole (Postumia, Nevoso, Idria, Vipacco, Aidussina) sont annexés à l'Italie.
- Avec l'article II, Zara est attribuée à l'Italie.
- L'article III établit que les îles de Quarnero sont partagées : Cressi, Lussino, Pelagia et Lagosta sont attribuées à l'Italie tandis que les autres îles qui appartenaient auparavant à l'Empire austro-hongrois vont au royaume des Serbes, Croates et Slovènes.
- Avec l'article IV, l'État libre de Fiume naît officiellement. Cet État a pour territoire l'ancien corpus separatum austro-hongrois « délimité par la ville et le district de Fiume » jusqu'à la limite de l'Istrie.
- L'article V établit la méthode pour tracer les frontières, par des commissions mixtes de géodésie ; en cas de divergence, le président de la Confédération suisse apporterait son arbitrage.
- Les articles VI et VIII instituent des entretiens sur les thèmes économiques et culturels afin de maintenir des liens solides entre les deux royaumes. Les accords économiques sont approuvés et signés à Rome le 23 octobre 1922.
- L'article VII liste une série de résolutions concernant la citoyenneté des habitants concernés, qui peuvent soit accepter celle de l'État auquel leur territoire est attribué, soit opter pour l'autre État, mais dans ce cas, quitter ledit territoire.
- L'article IX décrit les procédures selon lesquelles le traité a été rédigé, qui prennent fin avec la signature des six plénipotentiaires.

## La suite des événements
D'après les données du recensement de 1910, 48 000 Slovènes et Croates se trouvent à l'intérieur du royaume d'Italie contre 15 000 Italiens devenus citoyens du royaume des Serbes, Croates et Slovènes.
Après 1922 et la marche sur Rome, la population de l'État libre de Fiume se partage entre autonomistes partisans de ce statut, et fascistes qui réclament le rattachement à l'Italie, augmentant ainsi les tensions internes. La situation est réglée en 1924 à la suite d'un événement totalement étranger à la ville : le 27 août 1923, près de la ville grecque d'Ioannina, quatre diplomates italiens, envoyés par la Société des Nations en Épire pour régler un différend frontalier entre l'Albanie et la Grèce, sont victimes d'un crime crapuleux en territoire grec. Benito Mussolini exige la peine de mort pour les assassins et une indemnisation de 50 millions de lires. L'ultimatum expiré, le 31 août, il organise un raid sur Corfou qui entraîne la mort de vingt civils grecs et la revendication par l'Italie de l'île (qui a aussi été possession vénitienne durant huit siècles).
En dépit des mises en garde par la SDN (dont les États-Unis ne font pas partie) Mussolini non seulement maintient des troupes sur l'île grecque, mais en profite pour annexer Fiume à l'Italie par le traité de Rome signé le 27 janvier 1924. Les Français et les Britanniques ne prennent aucune mesure de rétorsion, les premiers parce que, intéressés par la région de la Ruhr, ont besoin d'une Italie amicale en cas de confrontation avec l'Allemagne, les seconds parce qu'ils préfèrent ne pas intervenir pour des territoires qui ne mettent pas en cause leurs propres intérêts. Fiume devient alors la capitale d'une province italienne jusqu'à la Seconde Guerre mondiale.

## Sources